# 白十字 (菓子メーカー)
 株式会社白十字 （はくじゅうじ、英: HAKUJUJI Co.,Ltd.）は、岡山県岡山市南区藤田に本社を置く菓子メーカー。

## 概要
主にケーキ・焼き菓子・和菓子などを販売している。店内に喫茶スペースを設置している店舗もあり、店内での飲食も可能。
本店開店当時は本店1店だけだったが、今では兵庫県まで広がり約30店舗展開している。また、グループ会社のパティスリー・ニキは香川県・鳥取県にも店舗を構えていたが、鳥取県からは撤退、香川県内の店舗は2011年10月20日に白十字本社に移され、店舗ブランドも岡山白十字に変更されたが、2022年に撤退している。「岡山」が入っているのは、香川県さぬき市に白十字製菓という製パン業（マルナカ傘下で、同グループの味彩工房に合併後、親会社への合併を繰り返して現在はフジの一部。従って資本・人材等無関係）があり、それとの混同を防ぐためである。

## 沿革
- 1957年（昭和32年） - 岡山市表町に本店を創業。
- 1974年（昭和49年） - 初の支店、岡山一番街店を開設。
- 1988年（昭和63年） - 二木正久が社長へ就任。
- 1997年（平成 9年） - 兵庫県へ初出店。
- 2000年（平成12年） - サブブランドとして「パティスリーNIKI」を立ち上げる。
- 2017年（平成29年） -販売店舗　（株）白十字へ統合

## 主要取引先
- ヒラタ
- エクセルパック・カバヤ
- インパム
- 岡山鶏卵
- 森永乳業
- 中沢乳業
- 山陽新聞社
- 新日本機械
- 明治乳業
- レオン自動機
- キーコーヒー
- キユーピー
- 両備運輸
- ミヨシ商事
- プリード湯谷